# Yummy (film)
Yummy is een Belgische horrorkomedie uit 2019 onder regie van Lars Damoiseaux en de eerste Belgische zombiefilm.

## Verhaal
Een jong koppel gaat samen met hun (schoon)moeder naar een Oost-Europees land om een goedkope borstverkleining te laten uitvoeren. De man komt echter terecht in een kamer waarin een vrouw ligt die een gefaalde verjongingskuur heeft gekregen. Hij bevrijdt haar, maar ze blijkt een zombie te zijn geworden en besmet dokters, verplegers, patiënten en de (schoon)moeder die ook in zombies veranderen.

## Rolverdeling
- Maaike Neuville — Alison
- Bart Hollanders — Michael
- Benjamin Ramon — Daniel
- Clara Cleymans — Janja
- Annick Christiaens — Sylvia
- Eric Godon — Dr. K.
- Joshua Rubin — Yonah
- Taeke Nicolaï — Oksana
- Tom Audenaert — William
- Noureddine Farihi — Kuisman
- Dimitri Thivaios — Chirurg
- Louise Bergez — Patient Zero
- Jonas Govaerts — Sergeant
- Nabil Ben Yadir — Assistent van Yonah
- Steve De Roover — Soldaat
- Filip Hellemans — Oost-Europese politieagent
- Jan Doense — Kapitein
- Breyten Van Der Donck — Assistent Dr. K.
- Pieter Vermeersch — Snurkende patiënt

### Zombies
- Stijn Van Opstal
- Noah Damoiseaux
- Isabelle van Hecke -  Chemical peeling. Woman
- Hannelore Vens
- Allard Geerlings
- Bob Colaers
- Fabian Feyaerts
- Eric Bulckens
- Camille Vanlerberghe
- Frederik Vandermeulen
- Marc Cras
- Dries Van Lommel
- Sonny Felix
- Dries Notelteirs
- Nico Smets
- Rayan Aggasey
- Ilia Natidze
- Ender Scholtens
- Bernard Verthe
- Ian Rosseel
- Hendrik Verthé
- Robrecht Heyvaert

### Verplegers
- Eric Kabongo
- Hannelore Stevens
- Ludwig Hendrickx
- Lana Macanovic
- Sigrid Gulix
- Julie Vanlerberghe